# Ацидофіли
Ацидофі́ли — організми, здатні до існування в умовах значної кислотності (зазвичай pH 2,0 або менше). Вони можуть бути знайдені серед дуже різних груп організмів, що включають архей, бактерій та гриби. Облігатні ацидофіли можуть рости при значеннях рН середовища 1,0-5,0; факультативні — 1,0-9,0. До ацидофілів відносяться дріжджі, молочнокислі бактерії, тіонові бактерії і деякі інші.
Нижче наведений перелік найвідоміших з них:
Археї
- Sulfolobales, ряд типу Crenarchaeota домену Археї
- Thermoplasmatales, ряд типу Euryarchaeota домену Археї

Бактерії
- Acidobacteria, Бактерії
- Acidithiobacillales, ряд Протобактерій